# Liste des coureurs du Tour de France 2014
Cette page dresse la liste des coureurs du Tour de France 2014. Les 198 coureurs sont répartis dans 22 équipes.

## Liste des coureurs
La liste ci-dessous présente les coureurs inscrits par numéro de dossard,.
| Légende                             | Légende                                                                                         | Légende                                | Légende                                                                                                  |
| ----------------------------------- | ----------------------------------------------------------------------------------------------- | -------------------------------------- | --- |
| Num                                 | Dossard de départ porté par le coureur sur ce Tour de France                                    | Pos                                    | Position finale au classement général                                                                    |
| Leader du classement général        | Indique le vainqueur du classement général                                                      | Leader du classement par points        | Indique le vainqueur du classement par points                                                            |
| Leader du classement de la montagne | Indique le vainqueur du classement de la montagne                                               | Leader du classement du meilleur jeune | Indique le vainqueur du classement du meilleur jeune                                                     |
| Meilleure équipe                    | Indique la meilleure équipe                                                                     | Super combatif                         | Indique le super combatif                                                                                |
|                                     | Indique un maillot de champion national ou mondial, suivi de sa spécialité                      | NP                                     | Indique un coureur qui n'a pas pris le départ d'une étape, suivi du numéro de l'étape où il s'est retiré |
| AB                                  | Indique un coureur qui n'a pas terminé une étape, suivi du numéro de l'étape où il s'est retiré | HD                                     | Indique un coureur qui a terminé une étape hors des délais, suivi du numéro de l'étape                   |
| EX                                  | Coureur exclu pour non-respect du règlement, suivi du numéro de l'étape                         | *                                      | Indique un coureur en lice pour le classement du meilleur jeune (coureurs nés après le )                 |

| Sky SKY                                                | Sky SKY                  | Sky SKY |
| ------------------------------------------------------ | ------------------------ | ------- |
| Num                                                    | Coureur                  | Pos     |
| 1                                                      | Christopher Froome (GBR) | AB-5    |
| 2                                                      | Bernhard Eisel (AUT)     | 126e    |
| 3                                                      | Vasil Kiryienka (BLR)    | 86e     |
| 4                                                      | David López García (ESP) | 105e    |
| 5                                                      | Mikel Nieve (ESP)        | 18e     |
| 6                                                      | Danny Pate (USA)         | 153e    |
| 7                                                      | Richie Porte (AUS)       | 23e     |
| 8                                                      | Geraint Thomas (GBR)     | 22e     |
| 9                                                      | Xabier Zandio (ESP)      | AB-6    |
| Directeurs sportifs : Nicolas Portal et Servais Knaven |                          |         |

| Movistar MOV                                                   | Movistar MOV                   | Movistar MOV |
| -------------------------------------------------------------- | ------------------------------ | ------------ |
| Num                                                            | Coureur                        | Pos          |
| 11                                                             | Alejandro Valverde (ESP) (Clm) | 4e           |
| 12                                                             | Imanol Erviti (ESP)            | 81e          |
| 13                                                             | John Gadret (FRA)              | 19e          |
| 14                                                             | Jesús Herrada (ESP)*           | 61e          |
| 15                                                             | Beñat Intxausti (ESP)          | 114e         |
| 16                                                             | Ion Izagirre (ESP)* (Route)    | 41e          |
| 17                                                             | Rubén Plaza (ESP)              | 91e          |
| 18                                                             | José Joaquín Rojas (ESP)       | EX-18        |
| 19                                                             | Giovanni Visconti (ITA)        | 37e          |
| Directeurs sportifs : José Luis Arrieta et José Luis Jaimerena |                                |              |

| Katusha KAT                                           | Katusha KAT                    | Katusha KAT |
| ----------------------------------------------------- | ------------------------------ | ----------- |
| Num                                                   | Coureur                        | Pos         |
| 21                                                    | Joaquim Rodríguez (ESP)        | 54e         |
| 22                                                    | Vladimir Isaychev (RUS)        | 157e        |
| 23                                                    | Alexander Kristoff (NOR)       | 125e        |
| 24                                                    | Luca Paolini (ITA)             | 136e        |
| 25                                                    | Alexander Porsev (RUS) (Route) | HD-13       |
| 26                                                    | Egor Silin (RUS)               | AB-6        |
| 27                                                    | Gatis Smukulis (LAT) (Clm)     | 100e        |
| 28                                                    | Simon Špilak (SLO)             | AB-17       |
| 29                                                    | Yury Trofimov (RUS)            | 14e         |
| Directeurs sportifs : José Azevedo et Torsten Schmidt |                                |             |

| Tinkoff-Saxo TCS                                         | Tinkoff-Saxo TCS               | Tinkoff-Saxo TCS |
| -------------------------------------------------------- | ------------------------------ | ---------------- |
| Num                                                      | Coureur                        | Pos              |
| 31                                                       | Alberto Contador (ESP)         | AB-10            |
| 32                                                       | Daniele Bennati (ITA)          | 96e              |
| 33                                                       | Jesús Hernández Blázquez (ESP) | AB-6             |
| 34                                                       | Rafał Majka (POL)*             | 44e              |
| 35                                                       | Michael Mørkøv (DEN)           | 134e             |
| 36                                                       | Sérgio Paulinho (POR)          | 89e              |
| 37                                                       | Nicolas Roche (IRL)            | 39e              |
| 38                                                       | Michael Rogers (AUS)           | 26e              |
| 39                                                       | Matteo Tosatto (ITA)           | 119e             |
| Directeurs sportifs : Philippe Mauduit et Fabrizio Guidi |                                |                  |

| Astana AST                                                   | Astana AST                    | Astana AST |
| ------------------------------------------------------------ | ----------------------------- | ---------- |
| Num                                                          | Coureur                       | Pos        |
| 41                                                           | Vincenzo Nibali (ITA) (Route) | 1er        |
| 42                                                           | Jakob Fuglsang (DEN)          | 36e        |
| 43                                                           | Andriy Grivko (UKR)           | 95e        |
| 44                                                           | Dmitriy Gruzdev (KAZ)         | 130e       |
| 45                                                           | Maxim Iglinskiy (KAZ)         | 129e       |
| 46                                                           | Tanel Kangert (EST)           | 20e        |
| 47                                                           | Michele Scarponi (ITA)        | 49e        |
| 48                                                           | Alessandro Vanotti (ITA)      | 147e       |
| 49                                                           | Lieuwe Westra (NED)           | 79e        |
| Directeurs sportifs : Giuseppe Martinelli et Dmitriy Fofonov |                               |            |

| Cannondale CAN                                         | Cannondale CAN             | Cannondale CAN |
| ------------------------------------------------------ | -------------------------- | -------------- |
| Num                                                    | Coureur                    | Pos            |
| 51                                                     | Peter Sagan (SVK)* (Route) | 60e            |
| 52                                                     | Maciej Bodnar (POL)        | 112e           |
| 53                                                     | Alessandro De Marchi (ITA) | 52e            |
| 54                                                     | Ted King (USA)             | AB-10          |
| 55                                                     | Kristjan Koren (SLO)       | 135e           |
| 56                                                     | Marco Marcato (ITA)        | 80e            |
| 57                                                     | Jean-Marc Marino (FRA)     | 160e           |
| 58                                                     | Fabio Sabatini (ITA)       | 118e           |
| 59                                                     | Elia Viviani (ITA)*        | 162e           |
| Directeurs sportifs : Stefano Zanatta et Alberto Volpi |                            |                |

| Belkin BEL                                            | Belkin BEL              | Belkin BEL |
| ----------------------------------------------------- | ----------------------- | ---------- |
| Num                                                   | Coureur                 | Pos        |
| 61                                                    | Bauke Mollema (NED)     | 10e        |
| 62                                                    | Lars Boom (NED)         | 97e        |
| 63                                                    | Stef Clement (NED)      | AB-7       |
| 64                                                    | Steven Kruijswijk (NED) | 15e        |
| 65                                                    | Tom Leezer (NED)        | 133e       |
| 66                                                    | Bram Tankink (NED)      | 40e        |
| 67                                                    | Laurens ten Dam (NED)   | 9e         |
| 68                                                    | Sep Vanmarcke (BEL)     | 106e       |
| 69                                                    | Maarten Wynants (BEL)   | 117e       |
| Directeurs sportifs : Nico Verhoeven et Frans Maassen |                         |            |

| Omega Pharma-Quick Step OPQ                              | Omega Pharma-Quick Step OPQ     | Omega Pharma-Quick Step OPQ |
| -------------------------------------------------------- | ------------------------------- | --------------------------- |
| Num                                                      | Coureur                         | Pos                         |
| 71                                                       | Mark Cavendish (GBR)            | NP-2                        |
| 72                                                       | Jan Bakelants (BEL)             | 24e                         |
| 73                                                       | Michał Gołaś (POL)              | 55e                         |
| 74                                                       | Michał Kwiatkowski (POL)* (Clm) | 28e                         |
| 75                                                       | Tony Martin (GER) (Clm) (Clm)   | 47e                         |
| 76                                                       | Alessandro Petacchi (ITA)       | 148e                        |
| 77                                                       | Mark Renshaw (AUS)              | 142e                        |
| 78                                                       | Niki Terpstra (NED)             | 94e                         |
| 79                                                       | Matteo Trentin (ITA)*           | 93e                         |
| Directeurs sportifs : Wilfried Peeters et Davide Bramati |                                 |                             |

| AG2R La Mondiale ALM                                  | AG2R La Mondiale ALM         | AG2R La Mondiale ALM |
| ----------------------------------------------------- | ---------------------------- | -------------------- |
| Num                                                   | Coureur                      | Pos                  |
| 81                                                    | Jean-Christophe Péraud (FRA) | 2e                   |
| 82                                                    | Romain Bardet (FRA)*         | 6e                   |
| 83                                                    | Mikaël Cherel (FRA)          | 59e                  |
| 84                                                    | Samuel Dumoulin (FRA)        | 90e                  |
| 85                                                    | Ben Gastauer (LUX)           | 21e                  |
| 86                                                    | Blel Kadri (FRA)             | 84e                  |
| 87                                                    | Sébastien Minard (FRA)       | 99e                  |
| 88                                                    | Matteo Montaguti (ITA)       | 66e                  |
| 89                                                    | Christophe Riblon (FRA)      | 120e                 |
| Directeurs sportifs : Vincent Lavenu et Julien Jurdie |                              |                      |

| Garmin-Sharp GRS                                       | Garmin-Sharp GRS                  | Garmin-Sharp GRS |
| ------------------------------------------------------ | --------------------------------- | ---------------- |
| Num                                                    | Coureur                           | Pos              |
| 91                                                     | Andrew Talansky (USA)             | NP-12            |
| 92                                                     | Janier Acevedo (COL)              | AB-13            |
| 93                                                     | Jack Bauer (NZL)                  | 137e             |
| 94                                                     | Alex Howes (USA)                  | 127e             |
| 95                                                     | Benjamin King (USA)*              | 53e              |
| 96                                                     | Sebastian Langeveld (NED) (Route) | 140e             |
| 97                                                     | Ramūnas Navardauskas (LTU) (Clm)  | 141e             |
| 98                                                     | Tom-Jelte Slagter (NED)*          | 56e              |
| 99                                                     | Johan Vansummeren (BEL)           | 74e              |
| Directeurs sportifs : Charles Wegelius et Johnny Weltz |                                   |                  |

| Giant-Shimano GIA                                         | Giant-Shimano GIA         | Giant-Shimano GIA |
| --------------------------------------------------------- | ------------------------- | ----------------- |
| Num                                                       | Coureur                   | Pos               |
| 101                                                       | Marcel Kittel (GER)       | 161e              |
| 102                                                       | Roy Curvers (NED)         | 116e              |
| 103                                                       | Koen de Kort (NED)        | 92e               |
| 104                                                       | John Degenkolb (GER)*     | 123e              |
| 105                                                       | Dries Devenyns (BEL)      | AB-14             |
| 106                                                       | Tom Dumoulin (NED)* (Clm) | 33e               |
| 107                                                       | Ji Cheng (CHN)            | 164e              |
| 108                                                       | Albert Timmer (NED)       | 146e              |
| 109                                                       | Tom Veelers (NED)         | 155e              |
| Directeurs sportifs : Christian Guiberteau et Rudie Kemna |                           |                   |

| Lampre-Merida LAM                                              | Lampre-Merida LAM                  | Lampre-Merida LAM |
| -------------------------------------------------------------- | ---------------------------------- | ----------------- |
| Num                                                            | Coureur                            | Pos               |
| 111                                                            | Rui Costa (POR) (Route)            | NP-16             |
| 112                                                            | Davide Cimolai (ITA)*              | 163e              |
| 113                                                            | Kristijan Đurasek (CRO)            | 46e               |
| 114                                                            | Christopher Horner (USA)           | 17e               |
| 115                                                            | Sacha Modolo (ITA)                 | AB-2              |
| 116                                                            | Nélson Oliveira (POR)* (Route/Clm) | 87e               |
| 117                                                            | Maximiliano Richeze (ARG)          | NP-6              |
| 118                                                            | José Serpa (COL)                   | 48e               |
| 119                                                            | Rafael Valls (ESP)                 | AB-14             |
| Directeurs sportifs : Orlando Maini et Joxean Fernández Matxin |                                    |                   |

| FDJ.fr FDJ                                           | FDJ.fr FDJ                   | FDJ.fr FDJ |
| ---------------------------------------------------- | ---------------------------- | ---------- |
| Num                                                  | Coureur                      | Pos        |
| 121                                                  | Arnaud Démare (FRA)* (Route) | 159e       |
| 122                                                  | William Bonnet (FRA)         | 158e       |
| 123                                                  | Mickaël Delage (FRA)         | 143e       |
| 124                                                  | Arnold Jeannesson (FRA)      | 30e        |
| 125                                                  | Matthieu Ladagnous (FRA)     | 76e        |
| 126                                                  | Cédric Pineau (FRA)          | 102e       |
| 127                                                  | Thibaut Pinot (FRA)*         | 3e         |
| 128                                                  | Jérémy Roy (FRA)             | 57e        |
| 129                                                  | Arthur Vichot (FRA)          | AB-13      |
| Directeurs sportifs : Yvon Madiot et Thierry Bricaud |                              |            |

| Lotto-Belisol LTB                                   | Lotto-Belisol LTB           | Lotto-Belisol LTB |
| --------------------------------------------------- | --------------------------- | ----------------- |
| Num                                                 | Coureur                     | Pos               |
| 131                                                 | Jurgen Van den Broeck (BEL) | 13e               |
| 132                                                 | Lars Bak (DEN)              | 82e               |
| 133                                                 | Bart De Clercq (BEL)        | AB-8              |
| 134                                                 | Tony Gallopin (FRA)         | 29e               |
| 135                                                 | André Greipel (GER) (Route) | 149e              |
| 136                                                 | Adam Hansen (AUS)           | 64e               |
| 137                                                 | Gregory Henderson (NZL)     | AB-4              |
| 138                                                 | Jürgen Roelandts (BEL)      | 111e              |
| 139                                                 | Marcel Sieberg (GER)        | 145e              |
| Directeurs sportifs : Herman Frison et Marc Wauters |                             |                   |

| BMC Racing BMC                                      | BMC Racing BMC           | BMC Racing BMC |
| --------------------------------------------------- | ------------------------ | -------------- |
| Num                                                 | Coureur                  | Pos            |
| 141                                                 | Tejay van Garderen (USA) | 5e             |
| 142                                                 | Darwin Atapuma (COL)     | AB-7           |
| 143                                                 | Marcus Burghardt (GER)   | 154e           |
| 144                                                 | Amaël Moinard (FRA)      | 45e            |
| 145                                                 | Daniel Oss (ITA)         | 69e            |
| 146                                                 | Michael Schär (SUI)      | 43e            |
| 147                                                 | Peter Stetina (USA)      | 35e            |
| 148                                                 | Greg Van Avermaet (BEL)  | 38e            |
| 149                                                 | Peter Velits (SVK) (Clm) | 27e            |
| Directeurs sportifs : Yvon Ledanois et Valerio Piva |                          |                |

| Europcar EUC                                            | Europcar EUC           | Europcar EUC |
| ------------------------------------------------------- | ---------------------- | ------------ |
| Num                                                     | Coureur                | Pos          |
| 151                                                     | Pierre Rolland (FRA)   | 11e          |
| 152                                                     | Yukiya Arashiro (JPN)  | 65e          |
| 153                                                     | Bryan Coquard (FRA)*   | 104e         |
| 154                                                     | Cyril Gautier (FRA)    | 25e          |
| 155                                                     | Yohann Gène (FRA)      | 128e         |
| 156                                                     | Alexandre Pichot (FRA) | 107e         |
| 157                                                     | Perrig Quéméneur (FRA) | 83e          |
| 158                                                     | Kévin Réza (FRA)       | 73e          |
| 159                                                     | Thomas Voeckler (FRA)  | 42e          |
| Directeurs sportifs : Andy Flickinger et Ismaël Mottier |                        |              |

| Trek Factory Racing TFR                              | Trek Factory Racing TFR       | Trek Factory Racing TFR |
| ---------------------------------------------------- | ----------------------------- | ----------------------- |
| Num                                                  | Coureur                       | Pos                     |
| 161                                                  | Fränk Schleck (LUX) (Route)   | 12e                     |
| 162                                                  | Matthew Busche (USA)          | 98e                     |
| 163                                                  | Fabian Cancellara (SUI) (Clm) | NP-11                   |
| 164                                                  | Markel Irizar (ESP)           | 63e                     |
| 165                                                  | Grégory Rast (SUI)            | 101e                    |
| 166                                                  | Andy Schleck (LUX)            | NP-4                    |
| 167                                                  | Danny van Poppel (NED)*       | AB-7                    |
| 168                                                  | Jens Voigt (GER)              | 108e                    |
| 169                                                  | Haimar Zubeldia (ESP)         | 8e                      |
| Directeurs sportifs : Kim Andersen et Alain Gallopin |                               |                         |

| Cofidis COF                                           | Cofidis COF           | Cofidis COF |
| ----------------------------------------------------- | --------------------- | ----------- |
| Num                                                   | Coureur               | Pos         |
| 171                                                   | Daniel Navarro (ESP)  | AB-13       |
| 172                                                   | Nicolas Edet (FRA)    | 77e         |
| 173                                                   | Egoitz García (ESP)   | AB-9        |
| 174                                                   | Cyril Lemoine (FRA)   | 110e        |
| 175                                                   | Luis Ángel Maté (ESP) | 31e         |
| 176                                                   | Rudy Molard (FRA)*    | 51e         |
| 177                                                   | Adrien Petit (FRA)*   | 156e        |
| 178                                                   | Julien Simon (FRA)    | 109e        |
| 179                                                   | Rein Taaramäe (EST)   | 88e         |
| Directeurs sportifs : Didier Rous et Jean-Luc Jonrond |                       |             |

| Orica-GreenEDGE OGE                                  | Orica-GreenEDGE OGE          | Orica-GreenEDGE OGE |
| ---------------------------------------------------- | ---------------------------- | ------------------- |
| Num                                                  | Coureur                      | Pos                 |
| 181                                                  | Simon Gerrans (AUS) (Route)  | NP-17               |
| 182                                                  | Michael Albasini (SUI)       | 70e                 |
| 183                                                  | Simon Clarke (AUS)           | 113e                |
| 184                                                  | Luke Durbridge (AUS)*        | 122e                |
| 185                                                  | Mathew Hayman (AUS)          | AB-10               |
| 186                                                  | Jens Keukeleire (BEL)        | 67e                 |
| 187                                                  | Christian Meier (CAN)        | 121e                |
| 188                                                  | Svein Tuft (CAN) (Route/Clm) | 131e                |
| 189                                                  | Simon Yates (GBR)*           | NP-16               |
| Directeurs sportifs : Matthew White et Neil Stephens |                              |                     |

| IAM                                                       | IAM                          | IAM   |
| --------------------------------------------------------- | ---------------------------- | ----- |
| Num                                                       | Coureur                      | Pos   |
| 191                                                       | Mathias Frank (SUI)          | NP-8  |
| 192                                                       | Sylvain Chavanel (FRA) (Clm) | 34e   |
| 193                                                       | Martin Elmiger (SUI) (Route) | 75e   |
| 194                                                       | Heinrich Haussler (AUS)      | AB-18 |
| 195                                                       | Reto Hollenstein (SUI)       | NP-17 |
| 196                                                       | Roger Kluge (GER)            | 139e  |
| 197                                                       | Jérôme Pineau (FRA)          | 58e   |
| 198                                                       | Sébastien Reichenbach (SUI)* | 85e   |
| 199                                                       | Marcel Wyss (SUI)            | 32e   |
| Directeurs sportifs : Eddy Seigneur et Rubens Bertogliati |                              |       |

| NetApp-Endura TNE                                        | NetApp-Endura TNE         | NetApp-Endura TNE |
| -------------------------------------------------------- | ------------------------- | ----------------- |
| Num                                                      | Coureur                   | Pos               |
| 201                                                      | Leopold König (CZE)       | 7e                |
| 202                                                      | Jan Bárta (CZE) (Clm)     | 71e               |
| 203                                                      | David de la Cruz (ESP)*   | AB-12             |
| 204                                                      | Zakkari Dempster (AUS)    | 151e              |
| 205                                                      | Bartosz Huzarski (POL)    | 68e               |
| 206                                                      | Tiago Machado (POR)       | 72e               |
| 207                                                      | José Mendes (POR)         | 124e              |
| 208                                                      | Andreas Schillinger (GER) | 144e              |
| 209                                                      | Paul Voss (GER)           | 50e               |
| Directeurs sportifs : Enrico Poitschke et Alex Sanz Vega |                           |                   |

| Bretagne-Séché Environnement BSE                      | Bretagne-Séché Environnement BSE | Bretagne-Séché Environnement BSE |
| ----------------------------------------------------- | -------------------------------- | -------------------------------- |
| Num                                                   | Coureur                          | Pos                              |
| 211                                                   | Brice Feillu (FRA)               | 16e                              |
| 212                                                   | Jean-Marc Bideau (FRA)           | 115e                             |
| 213                                                   | Anthony Delaplace (FRA)*         | 78e                              |
| 214                                                   | Romain Feillu (FRA)              | 150e                             |
| 215                                                   | Armindo Fonseca (FRA)*           | 138e                             |
| 216                                                   | Arnaud Gérard (FRA)              | 132e                             |
| 217                                                   | Florian Guillou (FRA)            | 62e                              |
| 218                                                   | Benoît Jarrier (FRA)*            | 152e                             |
| 219                                                   | Florian Vachon (FRA)             | 103e                             |
| Directeurs sportifs : Emmanuel Hubert et Roger Tréhin |                                  |                                  |